# Borodino (poème)
Pour les articles homonymes, voir Borodino.
Borodino (en russe : Бородино) est un poème du poète russe Mikhaïl Lermontov qui décrit la bataille de Borodino, la principale bataille de l'invasion de la Russie par Napoléon. Il a été publié pour la première en 1837 dans le magazine littéraire Sovremennik à l'occasion du 25e anniversaire de la bataille.
Le poème est basé sur une version écrite en 1831, lors de son adolescence, Le Champ de bataille de Borodino (Поле Бородина).
Le poème commence par une appellation directe — Dites-moi, mon oncle, ... — Lermontov avait en effet plusieurs parents (Arsenyevs et Stolypine) qui étaient des vétérans de la Guerre patriotique de 1812, et il y a des spéculations que le poème serait basé sur les récits de l'un d'eux. D'autres critiques suggèrent que la version originale a été inspirée par Le Champ de bataille de Borodino (Бородинское de поле) de Denis Davydov.